# Timocrație
O timocrație (din greacă τιμή timē, „onoare, valoare” și -κρατία -kratia, „domnie”) în Politica lui Aristotel este un stat în care doar proprietarii de proprietăți pot participa la guvernare. Formele mai avansate de timocrație, în care puterea derivă în întregime din bogăție, fără a ține cont de responsabilitatea socială sau civică, își pot schimba forma și pot deveni o plutocrație în care bogații conduc.

## Grecia Antică
Solon a introdus ideile timocrației ca o oligarhie gradată în constituția sa pentru Atena, la începutul secolului al VI-lea î.Hr. A sa a fost prima formă cunoscută de timocrație implementată deliberat, în funcție de cele patru niveluri ale populației. Solon a definit aceste categorii sociale măsurând câți bușei de produse agricole putea produce fiecare bărbat într-un an, și anume:
- Pentacosiomedimnoi („Oamenii celor 500 de bușei”) erau cei care produceau 500 de bușei de produse agricole pe an și care puteau servi ca generali în armată.
- Hippeis (cavaleri) erau cei care se puteau echipa singuri și un cal de cavalerie pentru război, a căror avere era estimată la 300 de bușei pe an.
- Zeugitae (plugari) erau proprietari a cel puțin unei perechi de animale de povară, a căror avere era estimată la 200 de bușei pe an și care puteau servi ca hopliți.
- Thetes erau muncitorii manuali.

N.G.L. Hammond presupune că Solon a instituit un impozit progresiv, perceput într-un raport de 6:3:1 cu clasa cea de jos, thetes, neplătind impozite, dar care ramânea neeligibilă pentru funcții elective.
Aristotel a scris mai târziu în Etica Nicomahică despre trei „forme politice adevărate” pentru un stat și trei forme negative (corupte). Aristotel descrie timocrația în sensul de guvernare de către proprietari: aceasta constituia una dintre adevăratele sale forme politice. Timocrația aristotelică se apropia de constituția Atenei, deși Atena a exemplificat versiunea coruptă a acestei forme, descrisă cademocrație.

## Cele treisprezece colonii
În primele perioade ale independenței americane, doar bărbații care dețineau suficiente proprietăți și bani (cu excepția statului New Jersey, unde și femeile care îndeplineau cerințele erau permise) puteau vota; uneori existau și cerințe legate de rasă:
- Connecticut: o avere anuală de 40 de șilingi sau 40 de lire sterline în bunuri personale.
- Delaware: 20 de hectare de teren (cu cinci cultivați) sau 40 de lire sterline în bunuri personale.
- Georgia: 20 de hectare de teren.
- Maryland: 20 de hectare de teren și 40 de lire sterline în bunuri personale.
- Massachusetts Bay: o proprietate în valoare anuală de 40 de șilingi sau 40 de lire sterline în bunuri personale.
- New Hampshire: 50 de lire sterline în bunuri personale.
- New Jersey: 41 de hectare de teren, proprietăți imobiliare sau 50 de lire în bunuri personale.
- New York: 40 de lire în bunuri personale sau proprietate asupra terenurilor.
- Carolina de Nord: 20 de hectare de teren.
- Pennsylvania: 20 de hectare de teren sau 50 de lire sterline de proprietate personală.
- Rhode Island and Providence Plantations: 40 lire sterline în proprietăți personale sau venit anual de 50 de șilingi.
- Carolina de Sud: 41 de hectare de teren pentru care se plătesc taxe, o casă în valoare de 60 de lire sterline pentru care s-au plătit impozite sau plata a 10 șilingi în impozite.
- Virginia: 
  - 20 de hectare de teren viran, 10 de hectare de teren cultivat și o casă de 16 m2; sau
  - un lot urban și o casă de 16 m2.